# تاريخ السودان (1956–69)
شكّل  مؤتمر الخريجين في عام 1938 م كواجهة اجتماعية ثقافية لخريجي المدارس العليا في السودان ولكنه سرعان ما نادى بتصفية الاستعمار في السودان ومنح السودانيين حق تقرير مصيرهم. وقد استمرت الجهود حتى اجتمع البرلمان السوداني في 19 ديسمبر 1955 م وأعلن استقلال السودان وطالب دولتي الحكم الثنائي بالاعتراف بالسودان دولة مستقلة. وقد وافقتا على ذلك وتم الجلاء ورُفِع العلم السوداني في 1 يناير 1956.
شكّلت ثلاثة تحديات رئيسية تاريخ سودان ما بعد الاستقلال وهي مسألة الدستور ومشكلة الجنوب ومعضلة التنمية في السودان. هذا بجانب الصراعات الأيديولوجية بين الأحزاب اليمينية واليسارية وبين الديمقراطيين والشموليين وقد حظي كل منهم بتجربة حظه في مواجهة التحديات الثلاثة الرئيسية أعلاه.

## المشهد السياسي بعد الاستقلال
كانت الساحة السياسية تسودها عدة تيارات حزبية إبان الاستقلال:

### الأحزاب الطائفية
أي الأحزاب المدعومة من الجماعات الدينية الصوفية السائدة في السودان وبالتحديد حزب الأمة ومن خلفه الأنصار وحزب الأشقاء (الوطني الإتحادي لاحقا ثم الحزب الاتحادي الديمقراطي الموحد) ومن خلفه الطريقة الختمية. وقد سادا الفترات الديمقراطية الثلاثة في تاريخ السودان. وقد اختلطت القيادة الدينية للجماعة بالحزب السياسي بصورة كبيرة. وقد دعى كل من الحزبين للحكم المدني الديمقراطي طيلة تاريخهما في السياسة السودانية.

### الإخوان المسلمون
ازدهر النشاط السياسي للإخوان في الجامعات السودانية حتى مثّلوا القوة الحزبية الثالثة بعد الحزبين الطائفيين الكبيرين الأمة والإتحادي. وقد انفردوا بحكم السودان بعد الانقلاب المعروف في 30 يونيو 1989 برعاية زعيمهم الأشهر حسن الترابي. واجه الإخوان العديد من الانقسامات (كغيرهم من الأحزاب الأخرى) وغيٌروا اسم تنظيمهم مرات عديدة: جبهة الميثاق الإسلامية ولاحقا الجبهة الإسلامية القومية ثم حزب المؤتمر الوطني فحزب المؤتمر الشعبي.

### اليساريون
الحزب الشيوعي السوداني الناصريون والبعثيون.
ووجدت إلى جانب هذه التيارات الرئيسية تيارات أخرى كالليبراليين والمستقلين  والإخوان الجمهوريين والقوى السياسية الإقليمية المختلفة وعلى رأسها القوى السياسية الجنوبية. [38]

## الأزمة الدستورية
لم يتم الاتفاق في الفترة التي سبقت الاستقلال على نمط معين من الحكم فقد احتدم النقاش بين أنصار الديمقراطية النيابية على النمط البريطاني والديمقراطية الرئاسية على النمط الأمريكي.
أما بعد الاستقلال فقد الغى الاستقلال دستور الحكم الذاتي المعمول به آنئذ. كما خلى منصب رئيس البلاد بعد إلغاء وظيفة الحاكم العام الاستعماري بالغائ اتفاقية الحكم الثنائي، ولذلك تم تعديل دستور الفترة الانتقالية ليوائم فترة ما بعد الاستقلال على أن يعمل به بشكل مؤقت لحين إقرار دستور جديد.
أهم ما نص عليه الدستور المؤقت هو تكوين مجلس سيادة (مجلس رئاسي عالي) ليكون السلطة الدستورية العليا وتؤول إليه قيادة الجيش.